# Chvalaea catarinensis
Chvalaea catarinensis är en tvåvingeart som beskrevs av Ale-rocha 2006. Chvalaea catarinensis ingår i släktet Chvalaea och familjen puckeldansflugor. Inga underarter finns listade i Catalogue of Life.